# 台糖研究所

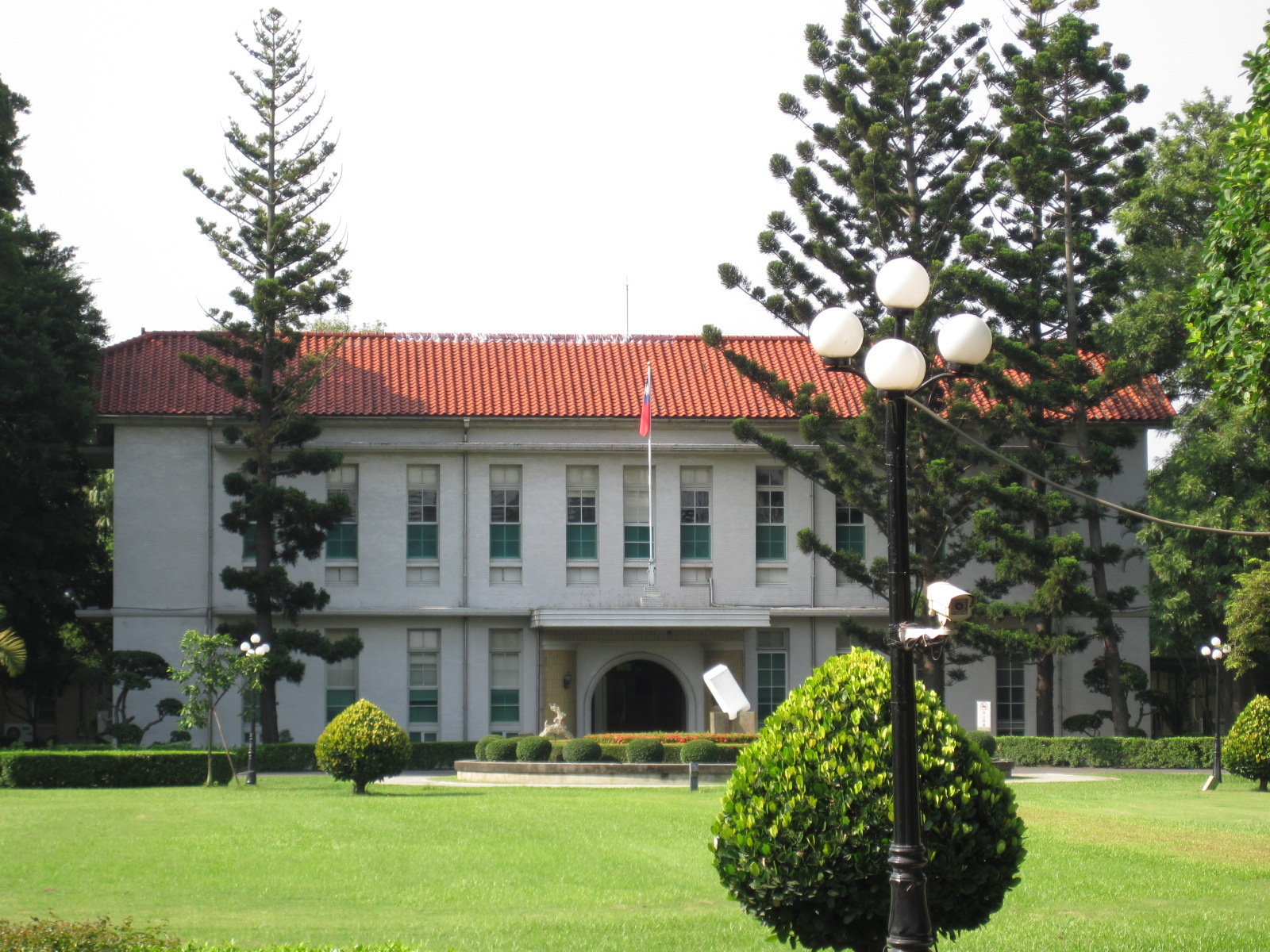
台糖研究所行政大樓

台灣糖業股份有限公司研究所，簡稱台糖公司研究所、台糖研究所，或舊稱台糖試驗所、糖業試驗所（英文：Taiwan Sugar Research Institute, TSRI），為台灣糖業公司幕僚研發單位。位於台南市東區生產路54號。前身為日治時期的糖業試驗所。

## 現況
台糖研究所的核心技術包含醱酵工程、天然物分離純化、製程優化、劑型開發、功效驗證、轉基因與分子學驗證平台、優良作物分子育種及GAP培管理、組織培養與設施栽培，以及植物病原檢測與驗證服務。除培育優秀之研發團隊外，亦重視智慧財產及相關管理制度，擁有多項TAF（財團法人全國認證基金會）認證，獲得中華民國科技管理學會優秀團隊獎，並連續五年通過TIPS驗證，相關經驗運用於產品開發及技術授權談判策略，成效卓越。近年來因應公司事業轉型與事業部需求，研發方向擴及生技、保健、保養品及中草藥之研發，近日更往生質能源技術，及提供檢測服務發展。未來仍將繼續加強投入與公司發展方向相關之研究發展工作，使研究成果能在公司之轉型經營中落實生根。
未來將以農業、食品、特用化學品與能源的生物科技為研發主軸，配合公司長期策略發展，及因應事業部需求，聚焦中、長程產品開發及技術發展。透過本所核心技術，探索第二代生質能源開發與技術整合、保健與保養品開發設計與驗證、動植物病原的分子檢測與疫苗生產、分子標誌輔助育種、有機與中草藥產業之應用與加值化等，延續及強化本公司既有產業規模或探索跨入新興產業的機會。

## 沿革
臺灣種植甘蔗的歷史，一般咸信始於16世紀下半葉。1661年鄭成功驅逐荷蘭人，屯田開墾發展種蔗製糖，臺灣糖業因而漸趨發達。臺灣糖業研究之歷史，當遠溯至1895年日本統治臺灣。

### 日治時期
- 1901年，臺灣總督府在民政部殖產局設置台南出張所。
- 1903年，在台南廳大目降（現臺南市新化區）設置甘蔗試作場。
- 1906年，改為糖業試驗場。
- 1921年，台灣總督府頒布臺灣總督府中央研究所組織規程，將糖業試驗場與其他各種試驗機關合併統一隸屬中央研究所。
- 1932年，台灣總督府頒布臺灣總督府糖業試驗所組織規程，將中央研究所內之糖業科及高雄檢糖所合併成立糖業試驗所，直屬台灣總督府，綜合糖業之試驗研究工作，並由大目降遷至台南市竹篙厝現址，任命日人岡出幸生為首任所長。

### 戰後
- 1945年，中華民國接管臺灣，糖業試驗所由台灣省行政長官公署接收，改組為台灣省糖業試驗所，盧守耕博士為第一任所長。
- 1948年，奉台灣省政府令改隸台灣糖業公司，名稱改為台灣糖業驗試所，由台糖繼續聘請盧守耕博士為所長。
- 1949年，於台灣糖業試驗所內，成立糖業研究評議委員會，為台灣農業研究評議制度之濫觴。
- 1973年，更名為台灣糖業研究所。
- 1980年，在所內成立台灣糖業博物館，展示台灣糖業珍貴史料，並開放中外人士參觀。
- 1999年，奉台糖精簡組織決策，將台灣糖業研究所與台糖畜產研究所合併為台糖研究所。
- 2005年，重整為現在組織，成立以生物科技、藥用植物研發為導向之研究單位。

## 歷任所長
| 單位           | 姓名     | 任期               | 備註           |  |
| -------------- | -------- | ------------------ | -------------- |  |
| 台灣糖業試驗所 | 岡出幸生 | 1932.04.至1941.12. |                |  |
| 台灣糖業試驗所 | 山崎守正 | 1942.01.至1945.11. |                |  |
| 台灣糖業試驗所 | 盧守耕   | 1945.12.至1954.06. |                |  |
| 台灣糖業試驗所 | 吳卓     | 1954.07.至1963.05. |                |  |
| 台灣糖業試驗所 | 劉淦芝   | 1963.06.至1970.06. |                |  |
| 台灣糖業試驗所 | 朱學曾   | 1970.07.至1970.12. | 代所長         |  |
| 台灣糖業試驗所 | 石守釗   | 1971.01.至1971.06. | 代所長         |  |
| 台灣糖業研究所 | 石守釗   | 1971.07.至1987.10. |                |  |
| 台灣糖業研究所 | 桑祥麟   | 1987.11.至1989.07. |                |  |
| 台灣糖業研究所 | 潘榮松   | 1989.08.至1993.01. |                |  |
| 台灣糖業研究所 | 王傳釗   | 1993.02.至1995.09. |                |  |
| 台糖公司研究所 | 王隆煇   | 1995.10.至2005.09. |                |  |
| 台糖公司研究所 | 王國禧   | 2005.10.至2016.11  |                |  |
| 台糖公司研究所 | 劉嘉哲   | 2016.11.至2018.11  |                |  |
| 台糖公司研究所 | 王國禧   | 2018.12.至2020.05. | 副總經理兼所長 |  |
| 台糖公司研究所 | 黃怡仁   | 2020.06.至迄今.    |                |  |

## 文化資產
台糖研究所的辦公大樓與化驗中心，為台南市市定古蹟—臺灣糖業試驗所，建於1932年。

## 外部連結
- 台糖公司官網（页面存档备份，存于）
- 台糖公司研究所官網（页面存档备份，存于）